# Hemiphanes hortense
Hemiphanes hortense là một loài tò vò trong họ Ichneumonidae.